# Theramenes
Theramenes (Oudgrieks: Θηραμένης) (ca. 455 tot 404 v.Chr.) was een Atheens politicus van gematigd-aristocratische strekking.
Theramenes was een zoon van Hagnon, afkomstig uit Keos, gevormd in de scholen en door de omgang van de wijsgeren, vooral van de sofist Prodicus, en muntte uit door veel staatsbeleid en welsprekendheid.
Theramenes' politieke activiteit dient gesitueerd in de laatste jaren van de Peloponnesische Oorlog. Hij speelde een belangrijke rol in de antidemocratische Oligarchische Revolutie van 411 v.Chr., en was een van de initiatiefnemers tot de instelling van de Raad van Vierhonderd. Maar vier maanden later werkte hij eraan mee dat deze alweer vervangen werd door de Raad van Vijfduizend. Hij stelde een nieuwe grondwet op, die het midden hield tussen de extremen van een oligarchie en een democratie. In zijn politiek wilde Theramenes de spreekwoordelijke kool én de geit sparen, hetgeen hem de bijnaam "kóthornos" opleverde (naar het Griekse woord voor toneellaars, die zowel aan de linker- als aan de rechtervoet paste, een beeldspraak voor zijn gebrek aan beginselvastheid).
Na het herstel van de democratie in 410 nam Theramenes actief deel aan de strijd tegen Sparta. Samen met Alcibiades en Thrasybulus vernietigde hij de Spartaanse vloot bij Cyzicus in 408. Hij nam als bevelhebber van een Atheens oorloggschip deel aan de beruchte Slag bij de Arginusae in 406 en werkte mee aan de veroordeling van de Atheense strategen. Na de Slag bij de Aegospotami in 405 werd hij door de Atheners gedelegeerd om met de Spartaanse opperbevelhebber Lysander te onderhandelen over vrede. Deze onderhandelingen duurden meer dan drie maanden… De historicus Xenophon, in zijn werk Hellenica, verdenkt hem ervan dat hij de onderhandelingen nodeloos rekte met de bedoeling de intussen te land en ter zee belegerde Atheners uit te hongeren en zo murw te maken, dat ze om het even welke voorwaarde zouden aanvaarden. Niettemin werd hij als gevolmachtigd woordvoerder naar Sparta gestuurd, en keerde hij met vernederende vredesvoorwaarden terug naar Athene, die werden geaccepteerd. Vervolgens werd hij een van de onder druk van Lysander in het leven geroepen Dertig Tirannen. In deze kliek probeerde hij een gematigde koers te handhaven, maar dit bracht hem spoedig in conflict met de radicale Critias, die tegen hem ageerde, hem liet arresteren en ter dood brengen.
Aristoteles (in de Αθηναίων Πολιτεία) beschouwde hem als een van de drie grootste staatslieden van het einde der 5e eeuw.